# Державні міністри Монако
Державний міністр Монако — голова уряду Монако. Його призначає Князь, якому він підпорядковується. Під час свого перебування на посаді, державний міністр відповідає за керівництво урядом та відповідає за зовнішню політику. Як представник князя, державний міністр також керує виконавчими органами, поліцією, і головує (з правом голосу) у Раді уряду.
Посада створена 1911 року з прийняттям конституції Монако. До змін конституції 2002 року, він повинен був бути громадянином Франції, обраним із декількох високопоставлених чиновників, запропонованих французьким урядом. З 2002 року державний міністр може бути громадянином Франції чи Монако та вибирається і призначається Князем, після консультацій з урядом Франції.
Всі Державні міністри Монако були безпартійними.
Державним міністром з 21 липня 2025 року є Крістоф Мірманд.
| №  | Ім'я                  | Початок строку    | Кінець строку   | Роки життя  |
| -- | --------------------- | ----------------- | --------------- | ----------- |
| 1  | Еміль Флаш            | лютий 1911        | грудень 1917    | 1860-1959   |
| -  | Жорж Жалюстр (в.о.)   | січень 1918       | лютий 1919      | 1875–1922   |
| 2  | Раймон Лє Бурдон      | 19 лютого 1919    | 11 серпня 1923  | 1861-1937   |
| 3  | Моріс П'є             | 11 серпня 1923    | лютий 1932      | 1871-1953   |
| -  | Анрі Моран (в.о.)     | січень 1932       | червень 1932    | 1899–1983   |
| 4  | Моріс Булло-Лафонт    | червень 1932      | червень 1937    | 1875-1937   |
| -  | Анрі Моран (в.о.)     | червень 1937      | серпень 1937    | 1899–1983   |
| 5  | Еміль Робл            | 15 вересня 1937   | 29 вересня 1944 | 1886-1963   |
| -  | П'єр Бланш (в.о.)     | 29 вересня 1944   | 13 жовтня 1944  | 1897-1981   |
| 6  | П'єр де Вітас         | 13 жовтня 1944    | грудень 1948    | 1878-1956   |
| -  | П'єр Бланш (в.о.)     | 4 січня 1949      | 12 липня 1949   | 1897-1981   |
| 7  | Жак Руеф              | 12 липня 1949     | 1 серпня 1950   | 1896-1978   |
| 8  | П'єр Воїзар           | 1 серпня 1950     | 2 вересня 1953  | 1896-1982   |
| 9  | Анрі Сум              | 15 листопада 1953 | 12 лютого 1959  | 1899-1983   |
| 10 | Еміль Пеллетьер       | 12 лютого 1959    | 23 січня 1962   | 1898-1975   |
| -  | П'єр Бланш (в.о.)     | 23 січня 1962     | 16 серпня 1963  | 1897-1981   |
| 11 | Жан Реймон            | 16 серпня 1963    | 28 грудня 1966  | 1912-1986   |
| 12 | Поль Деманж           | 28 грудня 1966    | 1 квітня 1969   | 1906-1970   |
| 13 | Франсуа-Дідьє Греш    | 1 квітня 1969     | 24 травня 1972  | 1906-1992   |
| 14 | Андре Сен-млє         | 24 травня 1972    | липень 1981     | 1920-2012   |
| 15 | Жан Арлі              | липень 1981       | 16 вересня 1985 | 1920-1998   |
| 16 | Жан Оссель            | 16 вересня 1985   | 16 лютого 1991  | 1925-2001   |
| 17 | Жак Дюпон             | 16 лютого 1991    | 2 грудня 1994   | 1929-2002   |
| 18 | Поль Діжуд            | 2 грудня 1994     | 3 лютого 1997   | нар. 1938   |
| 19 | Мішель Левек          | 3 лютого 1997     | 5 січня 2000    | нар. 1933   |
| 20 | Патрік Леклерк        | 5 січня 2000      | 1 травня 2005   | нар. 1938   |
| 21 | Жан-Поль Пруст        | 1 травня 2005     | 29 березня 2010 | 1940-2010   |
| 22 | Мішель Роже           | 29 березня 2010   | 16 грудня 2015  | нар. 1949   |
| -  | Жиль Тонеллі (в. о.)  | 16 грудня 2015    | 1 лютого 2016   | нар. 1957   |
| 23 | Серж Тель             | 1 лютого 2016     | 1 вересня 2020  | нар. 1955   |
| 24 | П'єр Дарту            | 1 вересня 2020    | 1 вересня 2024  | нар. 1954   |
| 25 | Дідьє Гійом           | 1 вересня 2024    | 17 січня 2025   | (1959—2025) |
| -  | Ізабель Берро (в. о.) | 17 січня 2025     | 21 липня 2025   | нар. 1965   |
| 26 | Крістоф Мірманд       | 21 липня 2025     |                 | нар. 1961   |